# Canadees voetbalelftal (vrouwen)
Het Canadees vrouwenvoetbalelftal is een voetbalteam dat uitkomt voor Canada bij internationale wedstrijden, zoals het wereldkampioenschap.
De eerste wedstrijd werd gespeeld op 1 juli 1986 tegen de Verenigde Staten.

## Prestaties op eindronden

### Wereldkampioenschap
| Jaar   | Resultaat           | Wed                 | W                   | G                   | V                   | DV                  | DT                  |
| ------ | ------------------- | ------------------- | ------------------- | ------------------- | ------------------- | ------------------- | ------------------- |
| 1991   | Niet gekwalificeerd | Niet gekwalificeerd | Niet gekwalificeerd | Niet gekwalificeerd | Niet gekwalificeerd | Niet gekwalificeerd | Niet gekwalificeerd |
| 1995   | Groepsfase          | 3                   | 0                   | 1                   | 2                   | 5                   | 13                  |
| 1999   | Groepsfase          | 3                   | 0                   | 1                   | 2                   | 3                   | 12                  |
| 2003   | Vierde plaats       | 6                   | 3                   | 0                   | 3                   | 10                  | 10                  |
| 2007   | Groepsfase          | 3                   | 1                   | 1                   | 1                   | 7                   | 4                   |
| 2011   | Groepsfase          | 3                   | 0                   | 0                   | 3                   | 1                   | 7                   |
| 2015   | Kwartfinale         | 5                   | 2                   | 2                   | 1                   | 4                   | 3                   |
| 2019   | Achtste finale      | 4                   | 2                   | 0                   | 2                   | 4                   | 3                   |
| / 2023 | Groepsfase          | 3                   | 1                   | 1                   | 1                   | 2                   | 5                   |
| Totaal | 8/9                 | 30                  | 9                   | 6                   | 15                  | 36                  | 57                  |

### Olympische Spelen
| Jaar   | Resultaat           | Wed                 | W                   | G                   | V                   | DV                  | DT                  |
| ------ | ------------------- | ------------------- | ------------------- | ------------------- | ------------------- | ------------------- | ------------------- |
| 1996   | Niet gekwalificeerd | Niet gekwalificeerd | Niet gekwalificeerd | Niet gekwalificeerd | Niet gekwalificeerd | Niet gekwalificeerd | Niet gekwalificeerd |
| 2000   | Niet gekwalificeerd | Niet gekwalificeerd | Niet gekwalificeerd | Niet gekwalificeerd | Niet gekwalificeerd | Niet gekwalificeerd | Niet gekwalificeerd |
| 2004   | Niet gekwalificeerd | Niet gekwalificeerd | Niet gekwalificeerd | Niet gekwalificeerd | Niet gekwalificeerd | Niet gekwalificeerd | Niet gekwalificeerd |
| 2008   | Kwartfinale         | 4                   | 1                   | 1                   | 2                   | 5                   | 6                   |
| 2012   | Derde plaats        | 6                   | 3                   | 1                   | 2                   | 12                  | 8                   |
| 2016   | Derde plaats        | 6                   | 5                   | 0                   | 1                   | 10                  | 5                   |
| 2020   | Kampioen            | 6                   | 2                   | 4                   | 0                   | 10                  | 5                   |
| Totaal | 4/7                 | 22                  | 11                  | 6                   | 5                   | 33                  | 23                  |

### CONCACAF-Cup
| Jaar   | Resultaat        | Wed              | W                | G                | V                | DV               | DT               |
| ------ | ---------------- | ---------------- | ---------------- | ---------------- | ---------------- | ---------------- | ---------------- |
| 1991   | Tweede           | 5                | 4                | 0                | 1                | 23               | 5                |
| 1993   | Derde plaats     | 3                | 1                | 1                | 1                | 4                | 1                |
| 1994   | Tweede           | 4                | 3                | 0                | 1                | 18               | 6                |
| 1998   | Kampioen         | 5                | 5                | 0                | 0                | 42               | 0                |
| 2000   | Vierde plaats    | 5                | 2                | 0                | 3                | 20               | 12               |
| 2002   | Tweede           | 5                | 4                | 0                | 1                | 26               | 3                |
| 2006   | Tweede           | 2                | 1                | 0                | 1                | 5                | 2                |
| 2010   | Kampioen         | 5                | 5                | 0                | 0                | 17               | 0                |
| 2014   | Niet deelgenomen | Niet deelgenomen | Niet deelgenomen | Niet deelgenomen | Niet deelgenomen | Niet deelgenomen | Niet deelgenomen |
| 2018   | Tweede           | 5                | 4                | 0                | 1                | 24               | 3                |
| 2022   | Tweede           | 5                | 4                | 0                | 1                | 12               | 1                |
| Totaal | 10/11            | 44               | 33               | 1                | 10               | 191              | 33               |

### Pan-Amerikaanse Spelen
| Jaar   | Resultaat     | Wed | W  | G | V | DV | DT |
| ------ | ------------- | --- | -- | - | - | -- | -- |
| 1999   | Vierde plaats | 6   | 3  | 2 | 1 | 16 | 9  |
| 2003   | Runner-up     | 4   | 2  | 0 | 2 | 8  | 10 |
| 2007   | Derde plaats  | 6   | 4  | 0 | 2 | 25 | 11 |
| 2011   | Kampioen      | 5   | 3  | 2 | 0 | 7  | 3  |
| 2015   | Vierde plaats | 5   | 1  | 0 | 4 | 6  | 9  |
| Totaal | 5/5           | 26  | 13 | 4 | 9 | 62 | 42 |

## Selecties

### Spelers
Interlands en doelpunten bijgewerkt tot en met de WK-wedstrijd Zweden  (1 - 0)  Canada op 24 juni 2019.
| Nr.                          | Naam                       | Wed. | Dlpnt. | Club                    | Debuut |
| ---------------------------- | -------------------------- | ---- | ------ | ----------------------- | ------ |
|                              |                            |      |        |                         |        |
| Doel                         |                            |      |        |                         |        |
|                              |                            |      |        |                         |        |
| 1                            | Stephanie Labbé 38 jaar    | 65   | 0      | North Carolina Courage  | 2008   |
| 18                           | Kailin Sheridan 29 jaar    | 7    | 0      | Sky Blue FC             | 2016   |
| 21                           | Sabrina D'Angelo 31 jaar   | 6    | 0      | Vittsjö GIK             | 2016   |
|                              |                            |      |        |                         |        |
| Verdediging                  |                            |      |        |                         |        |
|                              |                            |      |        |                         |        |
| 2                            | Allysha Chapman 36 jaar    | 68   | 1      | Houston Dash            | 2014   |
| 3                            | Kadeisha Buchanan 29 jaar  | 92   | 4      | Olympique Lyonnais      | 2013   |
| 4                            | Shalina Zadorsky 32 jaar   | 56   | 1      | Orlando Pride           | 2013   |
| 5                            | Rebecca Quinn 29 jaar      | 51   | 5      | Paris FC                | 2014   |
| 8                            | Jayde Riviere 24 jaar      | 8    | 0      | Markham SC              | 2017   |
| 10                           | Ashley Lawrence 29 jaar    | 80   | 5      | Paris Saint Germain     | 2013   |
| 20                           | Shannon Woeller 35 jaar    | 21   | 0      | Eskiltuna United        | 2009   |
| 22                           | Lindsay Agnew 29 jaar      | 11   | 0      | Houston Dash            | 2017   |
| 23                           | Jenna Hellstrom 29 jaar    | 4    | 0      | KIF Örebro              | 2017   |
|                              |                            |      |        |                         |        |
| Middenveld                   |                            |      |        |                         |        |
|                              |                            |      |        |                         |        |
| 7                            | Julia Grosso 24 jaar       | 16   | 0      | Texas Longhorns         | 2017   |
| 11                           | Desiree Scott 37 jaar      | 146  | 0      | Utah Royals FC          | 2010   |
| 13                           | Sophie Schmidt 36 jaar     | 188  | 19     | MagicJack               | 2005   |
| 14                           | Gabrielle Carle 26 jaar    | 12   | 1      | Florida State Seminoles | 2016   |
| 17                           | Jessie Fleming 27 jaar     | 68   | 9      | UCLA Bruins             | 2013   |
|                              |                            |      |        |                         |        |
| Aanval                       |                            |      |        |                         |        |
|                              |                            |      |        |                         |        |
| 6                            | Deanne Rose 26 jaar        | 41   | 8      | Florida Gators          | 2015   |
| 9                            | Jordyn Huitema 24 jaar     | 22   | 6      | Paris Saint-Germain     | 2017   |
| 12                           | Christine Sinclair 41 jaar | 286  | 182    | Portland Thorns FC      | 2000   |
| 15                           | Nichelle Prince 30 jaar    | 53   | 11     | Houston Dash            | 2014   |
| 16                           | Janine Beckie 30 jaar      | 60   | 25     | Manchester City         | 2014   |
| 19                           | Adriana Leon 32 jaar       | 60   | 15     | Westham United          | 2013   |
| Coach: Kenneth Heiner-Møller |                            |      |        |                         |        |

(Nr.= basiself, Nr. + Wed. = , Nr. + Wed. = , Nr. + Wed. = volledige wedstrijd, Dlpnt. = gescoord, 0 = penalty gestopt)

### Wereldkampioenschap
| Selectie van Canada bij het Wereldkampioenschap 1995 | Selectie van Canada bij het Wereldkampioenschap 1995 | Selectie van Canada bij het Wereldkampioenschap 1995 | Selectie van Canada bij het Wereldkampioenschap 1995 | Selectie van Canada bij het Wereldkampioenschap 1995 |
| №                                                    | Naam                                                 | Wed.                                                 | Dlpnt.                                               | Club                                                 |
| ---------------------------------------------------- | ---------------------------------------------------- | ---------------------------------------------------- | ---------------------------------------------------- | ---------------------------------------------------- |
|                                                      |                                                      |                                                      |                                                      |                                                      |
| Doel                                                 |                                                      |                                                      |                                                      |                                                      |
|                                                      |                                                      |                                                      |                                                      |                                                      |
| 1                                                    | Wendy Hawthorne                                      |                                                      |                                                      | Surrey United SC                                     |
| 18                                                   | Carla Chin                                           |                                                      |                                                      | Columbus Ziggx                                       |
| 20                                                   | Tanya Singfield                                      |                                                      |                                                      |                                                      |
|                                                      |                                                      |                                                      |                                                      |                                                      |
| Verdediging                                          |                                                      |                                                      |                                                      |                                                      |
|                                                      |                                                      |                                                      |                                                      |                                                      |
| 4                                                    | Michelle Ring                                        |                                                      |                                                      | Surrey United SC                                     |
| 7                                                    | Isabelle Morneau                                     |                                                      |                                                      |                                                      |
| 8                                                    | Nicole Sedgwick                                      |                                                      |                                                      | Surrey United SC                                     |
| 9                                                    | Janine Wood                                          |                                                      |                                                      |                                                      |
| 14                                                   | Cathy Ross                                           |                                                      |                                                      |                                                      |
| 15                                                   | Suzanne Muir                                         |                                                      |                                                      |                                                      |
| 16                                                   | Luce Mongrain                                        |                                                      |                                                      |                                                      |
|                                                      |                                                      |                                                      |                                                      |                                                      |
| Middenveld                                           |                                                      |                                                      |                                                      |                                                      |
|                                                      |                                                      |                                                      |                                                      |                                                      |
| 5                                                    | Andrea Neil                                          |                                                      |                                                      | Coquitlam Strikers                                   |
| 6                                                    | Geri Donnelly                                        |                                                      |                                                      | Coquitlam Strikers                                   |
| 10                                                   | Veronica O'Brien                                     |                                                      |                                                      |                                                      |
| 11                                                   | Annie Caron                                          |                                                      |                                                      | Lakeshore United                                     |
| 12                                                   | Joan McEachern                                       |                                                      |                                                      | Coquitlam Strikers                                   |
| 13                                                   | Angela Kelly                                         |                                                      |                                                      |                                                      |
| 19                                                   | Suzanne Gerrior                                      |                                                      |                                                      |                                                      |
|                                                      |                                                      |                                                      |                                                      |                                                      |
| Aanval                                               |                                                      |                                                      |                                                      |                                                      |
|                                                      |                                                      |                                                      |                                                      |                                                      |
| 2                                                    | Helen Stoumbos                                       |                                                      |                                                      |                                                      |
| 3                                                    | Charmaine Hooper                                     |                                                      |                                                      |                                                      |
| 17                                                   | Silvana Burtini                                      |                                                      |                                                      |                                                      |

|             |                  |  |  |  |
| Doel        |                  |  |  |  |
|             |                  |  |  |  |
| 1           | Nicci Wright     |  |  |  |
| 19          | Melanie Haz      |  |  |  |
| 20          | Karina LeBlanc   |  |  |  |
|             |                  |  |  |  |
| Verdediging |                  |  |  |  |
|             |                  |  |  |  |
| 3           | Sharolta Nonen   |  |  |  |
| 7           | Isabelle Morneau |  |  |  |
| 9           | Janine Helland   |  |  |  |
| 15          | Suzanne Muir     |  |  |  |
|             |                  |  |  |  |
| Middenveld  |                  |  |  |  |
|             |                  |  |  |  |
| 2           | Liz Smith        |  |  |  |
| 4           | Tanya Franck     |  |  |  |
| 5           | Andrea Neil      |  |  |  |
| 6           | Geri Donnelly    |  |  |  |
| 13          | Amy Walsh        |  |  |  |
| 14          | Sarah Joly       |  |  |  |
| 16          | Jeanette Haas    |  |  |  |
| 18          | Mary Bowie       |  |  |  |
|             |                  |  |  |  |
| Aanval      |                  |  |  |  |
|             |                  |  |  |  |
| 8           | Sarah Maglio     |  |  |  |
| 10          | Charmaine Hooper |  |  |  |
| 11          | Shannon Rosenow  |  |  |  |
| 12          | Isabelle Harvey  |  |  |  |
| 17          | Silvana Burtini  |  |  |  |

| Selectie van Canada bij het Wereldkampioenschap 2019 | Selectie van Canada bij het Wereldkampioenschap 2019 | Selectie van Canada bij het Wereldkampioenschap 2019 | Selectie van Canada bij het Wereldkampioenschap 2019 | Selectie van Canada bij het Wereldkampioenschap 2019 |
| №                                                    | Naam                                                 | Wed.                                                 | Dlpnt.                                               | Club                                                 |
| ---------------------------------------------------- | ---------------------------------------------------- | ---------------------------------------------------- | ---------------------------------------------------- | ---------------------------------------------------- |
|                                                      |                                                      |                                                      |                                                      |                                                      |
| Doel                                                 |                                                      |                                                      |                                                      |                                                      |
|                                                      |                                                      |                                                      |                                                      |                                                      |
| 1                                                    | Stephanie Labbé 32 jaar                              | 4 (65)                                               | −5                                                   | North Carolina Courage                               |
| 18                                                   | Kailin Sheridan 24 jaar                              | 0 (7)                                                | 0                                                    | Sky Blue FC                                          |
| 21                                                   | Sabrina D'Angelo 26 jaar                             | 0 (6)                                                | 0                                                    | Vittsjö GIK                                          |
|                                                      |                                                      |                                                      |                                                      |                                                      |
| Verdediging                                          |                                                      |                                                      |                                                      |                                                      |
|                                                      |                                                      |                                                      |                                                      |                                                      |
| 2                                                    | Allysha Chapman 30 jaar                              | 4 (68)                                               | 0 (1)                                                | Houston Dash                                         |
| 3                                                    | Kadeisha Buchanan 23 jaar                            | 4 (92)                                               | 1 (4)                                                | Olympique Lyonnais                                   |
| 4                                                    | Shalina Zadorsky 26 jaar                             | 4 (56)                                               | 0 (1)                                                | Orlando Pride                                        |
| 5                                                    | Rebecca Quinn 23 jaar                                | 3 (51)                                               | 0 (5)                                                | Paris FC                                             |
| 8                                                    | Jayde Riviere 18 jaar                                | 3 (8)                                                | 0                                                    | Markham SC                                           |
| 10                                                   | Ashley Lawrence 24 jaar                              | 4 (80)                                               | 0 (5)                                                | Paris Saint Germain                                  |
| 20                                                   | Shannon Woeller 29 jaar                              | 0 (21)                                               | 0                                                    | Eskiltuna United                                     |
| 22                                                   | Lindsay Agnew 24 jaar                                | 0 (11)                                               | 0                                                    | Houston Dash                                         |
| 23                                                   | Jenna Hellstrom 24 jaar                              | 0 (4)                                                | 0                                                    | KIF Örebro                                           |
|                                                      |                                                      |                                                      |                                                      |                                                      |
| Middenveld                                           |                                                      |                                                      |                                                      |                                                      |
|                                                      |                                                      |                                                      |                                                      |                                                      |
| 7                                                    | Julia Grosso 18 jaar                                 | 0 (16)                                               | 0                                                    | Texas Longhorns                                      |
| 11                                                   | Desiree Scott 31 jaar                                | 4 (146)                                              | 0                                                    | Utah Royals FC                                       |
| 13                                                   | Sophie Schmidt 31 jaar                               | 4 (188)                                              | 0 (19)                                               | MagicJack                                            |
| 14                                                   | Gabrielle Carle 20 jaar                              | 0 (12)                                               | 0 (1)                                                | Florida State Seminoles                              |
| 17                                                   | Jessie Fleming 21 jaar                               | 4 (68)                                               | 1 (9)                                                | UCLA Bruins                                          |
|                                                      |                                                      |                                                      |                                                      |                                                      |
| Aanval                                               |                                                      |                                                      |                                                      |                                                      |
|                                                      |                                                      |                                                      |                                                      |                                                      |
| 6                                                    | Deanne Rose 20 jaar                                  | 1 (41)                                               | 0 (8)                                                | Florida Gators                                       |
| 9                                                    | Jordyn Huitema 18 jaar                               | 1 (22)                                               | 0 (6)                                                | Paris Saint-Germain                                  |
| 12                                                   | Christine Sinclair 36 jaar                           | 4 (286)                                              | 1 (182)                                              | Portland Thorns FC                                   |
| 15                                                   | Nichelle Prince 24 jaar                              | 3 (53)                                               | 1 (11)                                               | Houston Dash                                         |
| 16                                                   | Janine Beckie 24 jaar                                | 4 (60)                                               | 0 (25)                                               | Manchester City                                      |
| 19                                                   | Adriana Leon 26 jaar                                 | 3 (60)                                               | 0 (15)                                               | Westham United                                       |
| Coach: Kenneth Heiner-Møller                         |                                                      |                                                      |                                                      |                                                      |

### Olympische Spelen
| Selectie van Canada bij de Olympische Spelen 2008 | Selectie van Canada bij de Olympische Spelen 2008 | Selectie van Canada bij de Olympische Spelen 2008 | Selectie van Canada bij de Olympische Spelen 2008 | Selectie van Canada bij de Olympische Spelen 2008 |
| №                                                 | Naam                                              | Wed.                                              | Dlpnt.                                            | Club                                              |
| ------------------------------------------------- | ------------------------------------------------- | ------------------------------------------------- | ------------------------------------------------- | ------------------------------------------------- |
|                                                   |                                                   |                                                   |                                                   |                                                   |
| Doel                                              |                                                   |                                                   |                                                   |                                                   |
|                                                   |                                                   |                                                   |                                                   |                                                   |
| 1                                                 | Karina LeBlanc                                    |                                                   |                                                   | New Jersey Wildcats                               |
| 18                                                | Erin McLeod                                       |                                                   |                                                   | Vancouver Whitecaps FC                            |
|                                                   |                                                   |                                                   |                                                   |                                                   |
| Verdediging                                       |                                                   |                                                   |                                                   |                                                   |
|                                                   |                                                   |                                                   |                                                   |                                                   |
| 3                                                 | Emily Zurrer                                      |                                                   |                                                   | Illinois Fighting                                 |
| 5                                                 | Robyn Gayle                                       |                                                   |                                                   | Ottawa Fury                                       |
| 10                                                | Martina Franko                                    |                                                   |                                                   | Vancouver Whitecaps FC                            |
| 11                                                | Randee Hermus                                     |                                                   |                                                   | Vancouver Whitecaps FC                            |
|                                                   |                                                   |                                                   |                                                   |                                                   |
| Middenveld                                        |                                                   |                                                   |                                                   |                                                   |
|                                                   |                                                   |                                                   |                                                   |                                                   |
| 4                                                 | Clare Rustad                                      |                                                   |                                                   | Washington Huskies                                |
| 6                                                 | Sophie Schmidt                                    |                                                   |                                                   | Portland Pilots                                   |
| 7                                                 | Rhian Wilkinson                                   |                                                   |                                                   | Ottawa Fury                                       |
| 8                                                 | Diana Matheson                                    |                                                   |                                                   | Ottawa Fury                                       |
| 9                                                 | Candace Chapman                                   |                                                   |                                                   | Vancouver Whitecaps FC                            |
| 13                                                | Amy Walsh                                         |                                                   |                                                   | Laval Comets                                      |
| 14                                                | Melissa Tancredi                                  |                                                   |                                                   |                                                   |
| 17                                                | Brittany Baxter                                   |                                                   |                                                   | Melbourne Victory                                 |
|                                                   |                                                   |                                                   |                                                   |                                                   |
| Aanval                                            |                                                   |                                                   |                                                   |                                                   |
|                                                   |                                                   |                                                   |                                                   |                                                   |
| 2                                                 | Jodi-Ann Robinson                                 |                                                   |                                                   | Vancouver Whitecaps FC                            |
| 12                                                | Christine Sinclair                                |                                                   |                                                   | Vancouver Whitecaps FC                            |
| 15                                                | Kara Lang                                         |                                                   |                                                   | Vancouver Whitecaps FC                            |
| 16                                                | Jonelle Filigno                                   |                                                   |                                                   | Vancouver Whitecaps FC                            |

| Selectie van Canada bij de Olympische Spelen 2012 | Selectie van Canada bij de Olympische Spelen 2012 | Selectie van Canada bij de Olympische Spelen 2012 | Selectie van Canada bij de Olympische Spelen 2012 | Selectie van Canada bij de Olympische Spelen 2012 |
| №                                                 | Naam                                              | Wed.                                              | Dlpnt.                                            | Club                                              |
| ------------------------------------------------- | ------------------------------------------------- | ------------------------------------------------- | ------------------------------------------------- | ------------------------------------------------- |
|                                                   |                                                   |                                                   |                                                   |                                                   |
| Doel                                              |                                                   |                                                   |                                                   |                                                   |
|                                                   |                                                   |                                                   |                                                   |                                                   |
| 1                                                 | Karina LeBlanc                                    |                                                   |                                                   | New Jersey Wildcats                               |
| 18                                                | Erin McLeod                                       |                                                   |                                                   | Dalsjöfors GoIF                                   |
|                                                   |                                                   |                                                   |                                                   |                                                   |
| Verdediging                                       |                                                   |                                                   |                                                   |                                                   |
|                                                   |                                                   |                                                   |                                                   |                                                   |
| 2                                                 | Emily Zurrer                                      |                                                   |                                                   |                                                   |
| 3                                                 | Chelsea Stewart                                   |                                                   |                                                   | UCLA Bruins                                       |
| 4                                                 | Carmelina Moscato                                 |                                                   |                                                   | Dalsjöfors GoIF                                   |
| 5                                                 | Robyn Gayle                                       |                                                   |                                                   |                                                   |
| 7                                                 | Rhian Wilkinson                                   |                                                   |                                                   | LSK Kvinner                                       |
| 9                                                 | Candace Chapman                                   |                                                   |                                                   |                                                   |
| 10                                                | Lauren Sesselmann                                 |                                                   |                                                   |                                                   |
| 19                                                | Melanie Booth                                     |                                                   |                                                   | Vancouver Whitecaps FC                            |
| 20                                                | Marie-Ève Nault                                   |                                                   |                                                   |                                                   |
|                                                   |                                                   |                                                   |                                                   |                                                   |
| Middenveld                                        |                                                   |                                                   |                                                   |                                                   |
|                                                   |                                                   |                                                   |                                                   |                                                   |
| 6                                                 | Kaylyn Kyle                                       |                                                   |                                                   | Vancouver Whitecaps FC                            |
| 8                                                 | Diana Matheson                                    |                                                   |                                                   |                                                   |
| 11                                                | Desiree Scott                                     |                                                   |                                                   | Vancouver Whitecaps FC                            |
| 13                                                | Sophie Schmidt                                    |                                                   |                                                   | Kristianstads DFF                                 |
| 14                                                | Melissa Tancredi                                  |                                                   |                                                   | Dalsjöfors GoIF                                   |
| 15                                                | Kelly Parker                                      |                                                   |                                                   |                                                   |
| 17                                                | Brittany Baxter                                   |                                                   |                                                   | Vancouver Whitecaps FC                            |
|                                                   |                                                   |                                                   |                                                   |                                                   |
| Aanval                                            |                                                   |                                                   |                                                   |                                                   |
|                                                   |                                                   |                                                   |                                                   |                                                   |
| 12                                                | Christine Sinclair                                |                                                   |                                                   |                                                   |
| 16                                                | Jonelle Filigno                                   |                                                   |                                                   | Scarlet Knights                                   |

| Selectie van Canada bij de Olympische Spelen 2016 | Selectie van Canada bij de Olympische Spelen 2016 | Selectie van Canada bij de Olympische Spelen 2016 | Selectie van Canada bij de Olympische Spelen 2016 | Selectie van Canada bij de Olympische Spelen 2016 |
| №                                                 | Naam                                              | Wed.                                              | Dlpnt.                                            | Club                                              |
| ------------------------------------------------- | ------------------------------------------------- | ------------------------------------------------- | ------------------------------------------------- | ------------------------------------------------- |
|                                                   |                                                   |                                                   |                                                   |                                                   |
| Doel                                              |                                                   |                                                   |                                                   |                                                   |
|                                                   |                                                   |                                                   |                                                   |                                                   |
| 1                                                 | Stephanie Labbé                                   |                                                   |                                                   | Washington Spirit                                 |
| 18                                                | Sabrina D'Angelo                                  |                                                   |                                                   | Western New York Flash                            |
|                                                   |                                                   |                                                   |                                                   |                                                   |
| Verdediging                                       |                                                   |                                                   |                                                   |                                                   |
|                                                   |                                                   |                                                   |                                                   |                                                   |
| 2                                                 | Allysha Chapman                                   |                                                   |                                                   | Houston Dash                                      |
| 3                                                 | Kadeisha Buchanan                                 |                                                   |                                                   | West Virginia Mountaineers                        |
| 4                                                 | Shelina Zadorsky                                  |                                                   |                                                   | Washington Spirit                                 |
| 7                                                 | Rhian Wilkinson                                   |                                                   |                                                   |                                                   |
|                                                   |                                                   |                                                   |                                                   |                                                   |
| Middenveld                                        |                                                   |                                                   |                                                   |                                                   |
|                                                   |                                                   |                                                   |                                                   |                                                   |
| 5                                                 | Rebecca Quinn                                     |                                                   |                                                   | Duke Blue Devils                                  |
| 6                                                 | Deanne Rose                                       |                                                   |                                                   |                                                   |
| 7                                                 | Diana Matheson                                    |                                                   |                                                   | Washington Spirit                                 |
| 11                                                | Desiree Scott                                     |                                                   |                                                   | FC Kansas City                                    |
| 13                                                | Sophie Schmidt                                    |                                                   |                                                   | 1. FFC Frankfurt                                  |
| 17                                                | Jessie Fleming                                    |                                                   |                                                   | Nor'West SC                                       |
|                                                   |                                                   |                                                   |                                                   |                                                   |
| Aanval                                            |                                                   |                                                   |                                                   |                                                   |
|                                                   |                                                   |                                                   |                                                   |                                                   |
| 9                                                 | Josée Bélanger                                    |                                                   |                                                   | Orlando Pride                                     |
| 10                                                | Ashley Lawrence                                   |                                                   |                                                   | West Virginia Mountaineers                        |
| 12                                                | Christine Sinclair                                |                                                   |                                                   | Portland Thorns                                   |
| 14                                                | Melissa Tancredi                                  |                                                   |                                                   | KIF Örebro DFF                                    |
| 15                                                | Nichelle Prince                                   |                                                   |                                                   | Ohio Buckeyes                                     |
| 16                                                | Janine Beckie                                     |                                                   |                                                   | Houston Dash                                      |